# Puymiclan
Puymiclan település Franciaországban, Lot-et-Garonne megyében. Lakosainak száma 707 fő (2022. január 1.). Puymiclan Montignac-Toupinerie, Agmé, Birac-sur-Trec, Gontaud-de-Nogaret, Saint-Barthélemy-d’Agenais, Seyches és Virazeil községekkel határos.

## Népesség
A település népességének változása:
| Lakosok száma | 657  | 575  | 565  | 535  | 611  | 636  | 656  | 679  | 681  | 707  |
|               | 1968 | 1982 | 1990 | 2006 | 2013 | 2015 | 2017 | 2019 | 2020 | 2022 |

## Műemlékek

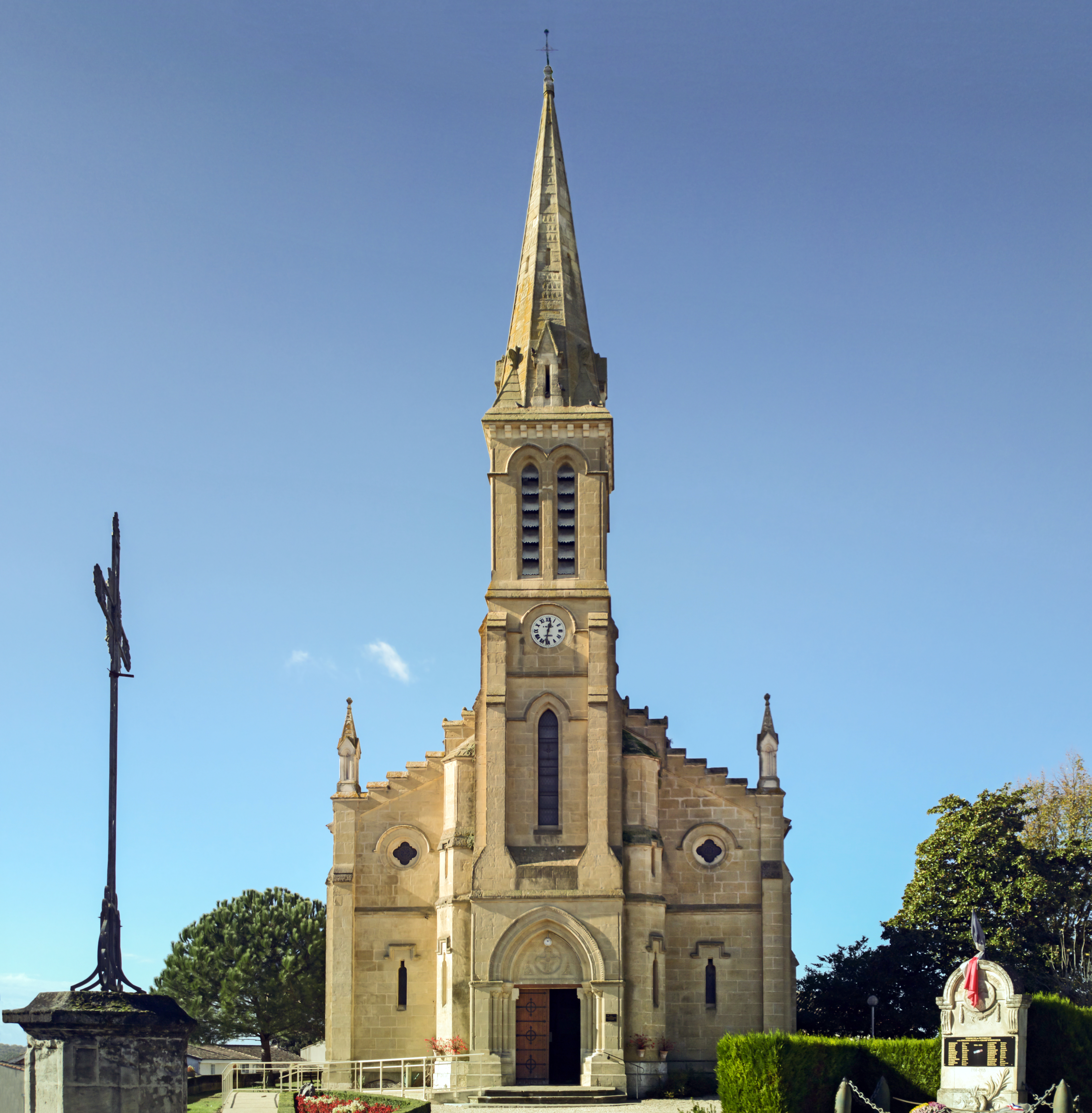
Egyház Notre-Dame-des-Pins
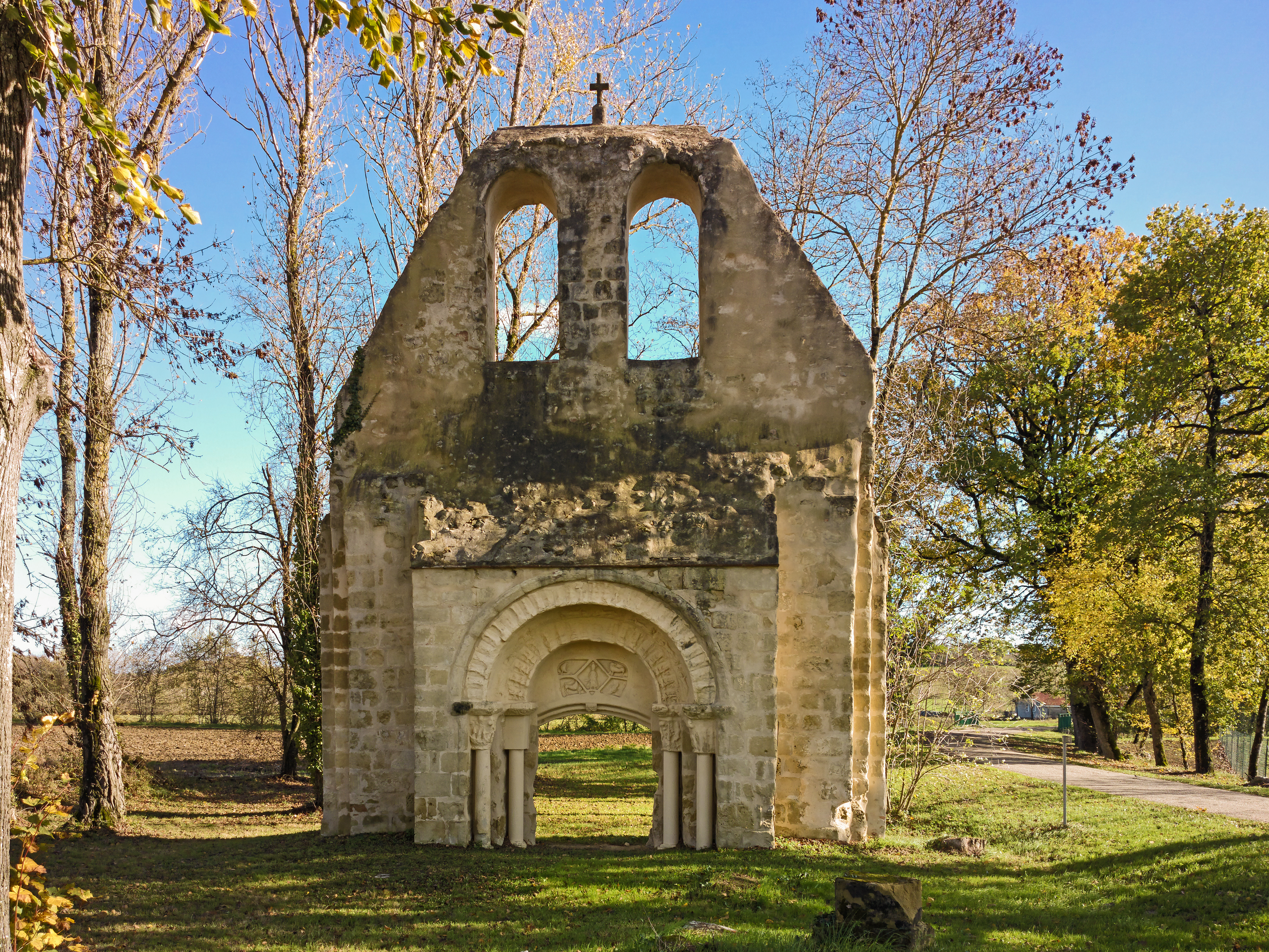
Egyház Saint-Pierre-de-London
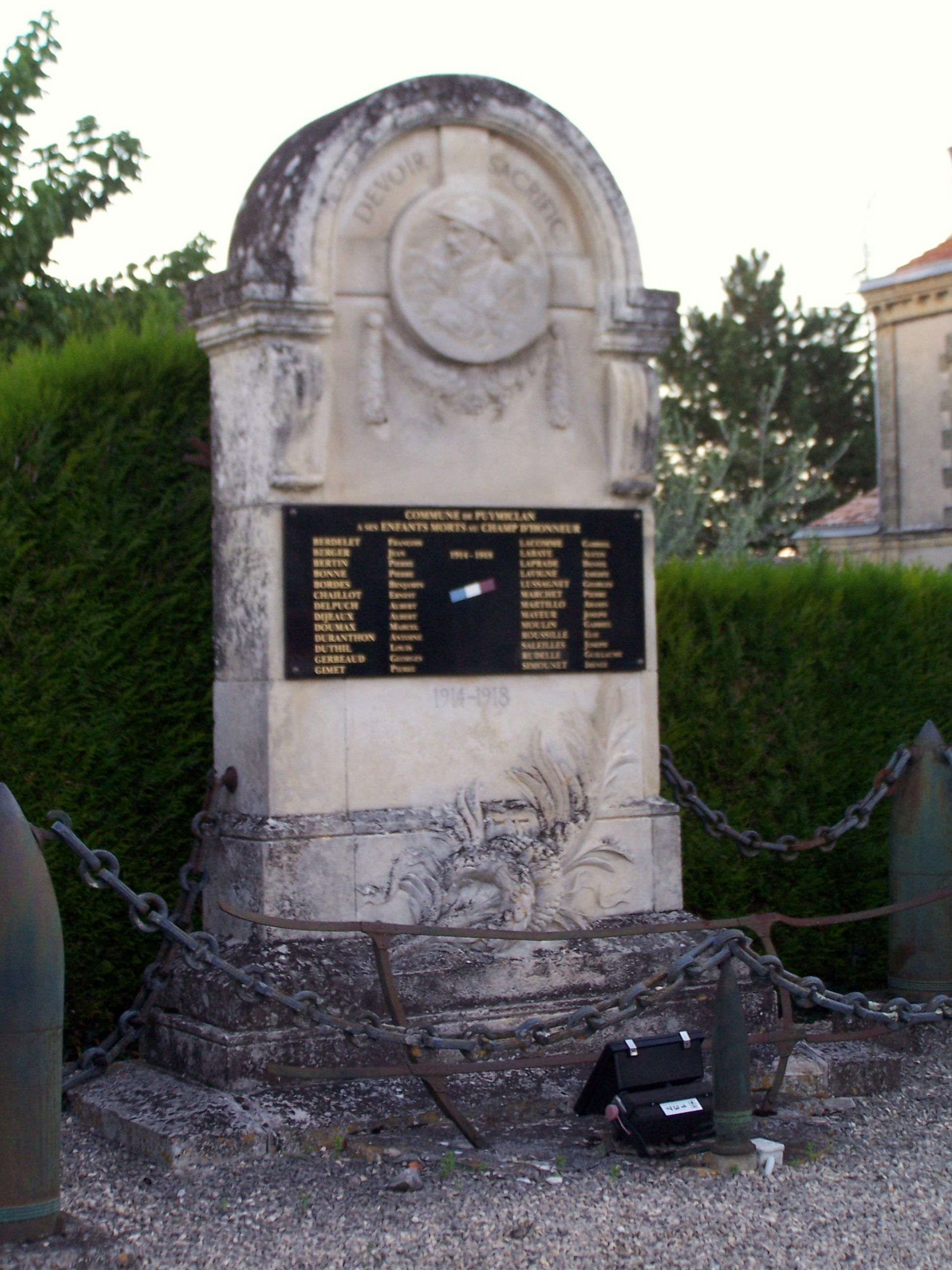
Háborús emlékmű.